# Јастребарско
Јастребарско је град у Хрватској у Загребачкој жупанији. Према првим резултатима пописа из 2011. у граду је живело 15.897 становника, а у самом насељу је живело 5.491 становника.

## Географија
Кроз град пролазе магистрална железничка пруга Загреб-Карловац-Ријека и први ауто-пут у Хрватској, који потиче још из 1970. године. Планира се изградња друге загребачке заобилазнице која ће пролазити кроз општину Клинча Села у непосредној близини града. Град се налази у седмој изборној јединици Хрватске.

## Историја

### Други свјетски рат
Сличан случај догодио се и у другим транспортима Срба "као у Госпићу". Када је транспорт стигао у Јастребарско, усташе су тражиле да свако да сав новац који има код себе, а ако нема онда ствари од вредности, ако хоће да добије храну. Срби гладни и измучени, дали су све што су имали, неки новац по неколико хиљада динара, неки у недостатку новца сат, прстен или друге ствари од вредности. Зато су добили нешто мало за јело.
Јастебарско је познато и по томе што је за време Другог светског рата и владавине НДХ постојао један од пар усташких логора за децу.

## Становништво

### Град Јастребарско

#### Број становника по пописима
| Националност   | 2001.  | 1991.  | 1981.  | 1971.  | 1961.  | 1953.  | 1948.  | 1931.  | 1921.  | 1910.  | 1900.  | 1890.  | 1880.  | 1869.  | 1857.  |
| бр. становника | 16.689 | 17.895 | 17.441 | 18.056 | 18.184 | 18.190 | 16.763 | 16.284 | 15.261 | 15.956 | 15.654 | 15.793 | 14.377 | 13.592 | 12.134 |

- напомене:

Настао из старе општине Јастребарско. У 1910. и 1921. део података садржан је у општини Клинча Села.

### Јастребарско (насељено место)

#### Број становника по пописима
| Националност   | 2001. | 1991. | 1981. | 1971. | 1961. | 1953. | 1948. | 1931. | 1921. | 1910. | 1900. | 1890. | 1880. | 1869. | 1857. |
| бр. становника | 5.419 | 5.380 | 4.762 | 3.771 | 2.927 | 2.434 | 1.541 | 1.500 | 1.497 | 1.565 | 1.449 | 1.518 | 1.482 | 1.278 | 1.042 |

## Попис 1991.
На попису становништва 1991. године, насељено место Јастребарско је имало 5.380 становника, следећег националног састава:
| Попис 1991.‍   | Попис 1991.‍  | Попис 1991.‍ | Попис 1991.‍ | Попис 1991.‍ |
| ------------- | ------------ | ----------- | ----------- | ----------- |
|               |              |             |             |             |
| Хрвати        | Хрвати       |             | 4.674       | 86,87%      |
| Срби          | Срби         |             | 280         | 5,20%       |
| Југословени   | Југословени  |             | 133         | 2,47%       |
| Муслимани     | Муслимани    |             | 33          | 0,61%       |
| Словенци      | Словенци     |             | 26          | 0,48%       |
| Албанци       | Албанци      |             | 24          | 0,44%       |
| Македонци     | Македонци    |             | 23          | 0,42%       |
| Црногорци     | Црногорци    |             | 10          | 0,18%       |
| Мађари        | Мађари       |             | 6           | 0,11%       |
| Чеси          | Чеси         |             | 3           | 0,05%       |
| Грци          | Грци         |             | 1           | 0,01%       |
| Пољаци        | Пољаци       |             | 1           | 0,01%       |
| Словаци       | Словаци      |             | 1           | 0,01%       |
| остали        | остали       |             | 2           | 0,03%       |
| неопредељени  | неопредељени |             | 99          | 1,84%       |
| регион. опр.  | регион. опр. |             | 2           | 0,03%       |
| непознато     | непознато    |             | 62          | 1,15%       |
| укупно: 5.380 |              |             |             |             |

## Историја града
Мада су на подручју Јастребарског и околних општина пронађени остаци из доба Римског царства, садашњи град се први пут спомиње тек 1249. у исправи хрватског бана Стјепана Гуткеледа, а 1257. му је краљ Бела IV доделио статус слободног краљевског трговишта. Као дан града слави се 13. јануар.

## Познате личности
- Љубо Бабић, сликар
- Фрањо Кухарић, хрватски кардинал
- Нино Шкрабе, драматург
- Љубомир Мицић, cрпски песник и књижевник
- Златко Рендулић, пилот и генерал-пуковник ЈНА

## Спорт
- Фудбалски клуб „Јаска“ — Јастребарско